# 청심국제중학교
청심국제중학교(淸心國濟中學校)는 대한민국 경기도 가평군 설악면 송산리에 있는 사립 중학교이다.

## 학교 연혁
- 2003년 6월 : 청심중고등학교 설립계획 승인
- 2004년 11월 : 청심중고등학교 교사 기공식
- 2005년 9월 : 교명변경(청심국제중고등학교)
- 2005년 9월 : 청심국제중고등학교 설립인가
- 2006년 3월 : 제1회 입학식(중학교 99명, 고등학교 100명)
- 2006년 3월 : 초대 이종효 교장 부임
- 2009년 2월 : 제1회 졸업식
- 2019년 2월 : 제11회 졸업식
- 2019년 3월 : 제14회 입학식
- 2019년 9월 : 제4대 조형우 교장 부임

## 참고 자료
- 청심국제중학교 - 한국교육학술정보원 학교알리미